# در پناه تو
در پناه تو سریالی ایرانی به کارگردانی حمید لبخنده و محصول سال ۱۳۷۴ است. این سریال برای نخستین بار از شبکه دو سیمای جمهوری اسلامی ایران پخش شد. 

## بازیگران
- سعید پورصمیمی در نقش رضا منصوری (پدر محمد)
- ایرج راد در نقش وحید افشار (پدر مریم)
- ثریا قاسمی در نقش فهیمه (مادر محمد)
- حسن جوهرچی در نقش محمد منصوری (همسر دوم مریم)
- لعیا زنگنه در نقش مریم افشار
- رامین پرچمی در نقش رامین یوسفی
- پری امیرحمزه در نقش مادر رامین
- آزیتا لاچینی در نقش لیلی نیمایی (مادر مریم)
- پارسا پیروزفر در نقش پارسا فرزین پور
- حبیب دهقان‌نسب در نقش جمال یوسفی (عموی رامین)
- محسن زهتاب در نقش کمال یوسفی (عموی بزرگ رامین)
- شهرزاد عبدالمجید در نقش فیروزه سروری (زن دایی مریم)
- کیومرث مرادی در نقش رضا نیمایی (دایی مریم)
- جمشید لایق در نقش پدربزرگ گلناز
- سیاوش طهمورث در نقش استاد بهرامی
- سحر زکریا در نقش سیمین یوسفی (دختر عموی رامین)
- گلناز لبخنده در نقش گلناز
- اتابک نادری در نقش نجفی (کارگردان تئاتر آنتیگونه)
- رؤیا فلاحی در نقش شریفه رضایی (همسر نجفی و بازیگر تئاتر آنتیگونه)
- امید زندگانی در نقش بازیگر تئاتر آنتیگونه
- رزیتا غفاری در نقش غفاری (بازیگر تئاتر آنتیگونه)
- معصومه کریمی در نقش حمیده یوسفی (خواهر رامین)
- فرهاد محبت در نقش استاد دانشگاه
- احمد توکلی در نقش استاد دانشگاه
- سیامک قدکچیان در نقش بازیگر تئاتر آنتیگونه
- فرهاد شریفی در نقش آندلسی (صاحب سینما)
- فرهاد بشارتی در نقش شعاعی (دستیار کارگردان تئاتر آنتیگونه)
- رؤیا خلیلی در نقش ناهید (دانشجوی عکاس)
- کامران فیوضات در نقش صاحب کار رامین و مریم
- مزدک پورجعفر در نقش بازیگر تئاتر آنتیگونه
- مریم فرجی در نقش بازیگر تئاتر آنتیگونه
- مهری امیرحسینی در نقش دکتر زنان
- مرتضی یوسف دوست
- گلنوش دهقانی
- سونیا زارعی
- مرتضی حاج محمدی
- مریم یعقوبی
- نسرین اصیلی
- فرانک ناصری نژاد
- مهتا فرجی
- الهه پورجعفر
- عباس احقاقی

## عوامل
- کارگردان: حمید لبخنده
- تهیه‌کننده: منوچهر شاهسواری
- نویسنده: علیرضا طالب زاده
- مشاور فیلمنامه: خسرو دهقان
- مدیر تولید: شهرام زاهدی
- تصویر: جواد صفا
- تدوین: سعید شاهسواری
- آهنگساز: حمیدرضا رضایی
- نور: محمدعلی قنبرپور، محمد زرین
- صدابرداری همزمان: ناصر شکوهی نیا، پرویز آبنار، فرخ فدایی
- صداگذاری و میکس: ناصر شکوهی‌نیا
- طراح لباس: امیر اثباتی
- طراح صحنه: سید احمد ساکت
- طراح گریم: رضا رادمنش
- گریم بانوان: الهام صالحی
- برنامه‌ریزی: شهرام زاهدی، سید احمد ساکت
- دستیار اول کارگردان: مصطفی احمدی
- دستیاردوم کارگردان و منشی صحنه: انوشیروان حداد
- گروه کارگردانی: مجید حاجی باشی، فرزاد رفاهی، علی بریران، محمد ولدبیگی، فرانک نیری
- ضبط مغناطیسی: علی سبکرو
- مسئول فنی ضبط: حسین سجودی
- دستیار نور و تصویر: محمد نعمتی
- دستیاران صحنه: آتوسا قلمفرسایی، امیر نیکیار
- مسئول لباس: رعنا امینی
- دستیاران صدا:مسعود شاهوردی، حسن زرفام، مهران ملکوتی، احمد اردلان، محمد مختاری
- عکاس: بابک برزویه
- گرافیست: نغمه افشین جاه
- خوشنویس: ذبیح الله عسگری

محصول: گروه فیلم و سریال شبکه دو سیما / ۱۳۷۵–۱۳۷۳
پخش اولیه: ۱۳۷۵ / یکشنبه شب‌ها

## داستان
مریم افشار دانشجوی رشته هنر، دختری خانواده‌دار است و پدر و مادر خوبی دارد. همه چیز در خانواده مریم آن قدر خوب و بجاست که مریم لازم نمی‌بیند هیچ‌کدام از نیازهایش را در بیرون از خانه تأمین کند.  پسر مذهبی‌ای به نام محمد، در دانشگاه عاشق مریم می‌شود و درست زمانی که می‌خواهد از این علاقه با مریم صحبت کند با درخواست هم دانشگاهی دیگرش به نام رامین مواجه می‌شود که از او می‌خواهد مریم را برایش خواستگاری کند. محمد بین وجدان و علاقه، وجدان را بر می‌گزیند و از خود می‌گذرد ولی مریم که در دل به محمد علاقه مخفیانه‌ای داشت، با این کار محمد، ضربه روحی بسیار سختی می‌خورد و از روی لجبازی با خود و محمد، این ازدواج را می‌پذیرد. از طرف دیگر محمد که تصور می‌کرد مریم به خواستگاری رامین جواب مثبت نمی‌دهد بسیار غافلگیر می‌شود. رامین که پسری وابسته به مادر است و قدرت تصمیم‌گیری کمی دارد پس از ازدواج با مریم به دلیل سرخوردگی مریم در عشق قبلی و ضعف روحی مریم و بی‌علاقگی خانواده خود به مریم با رفتار‌های نامناسب مریم مواجه می‌شود. در ابتدا رامین با کوتاه آمدن وضعیت را کنترل می‌کند اما رفتارهای عمو کمال که دوست داشت رامین دامادش شود باعث می‌شود که مریم بیشتر از پیش تندخو شود. رامین که از دلیل واقعی پرخاشگری‌های مریم بی‌خبر است وقتی به نازایی مریم پی می‌برد فرصت را غنیمت می‌شمارد و بر خلاف میل باطنی، به خاطر فشار‌های مادرش، مریم را طلاق می‌دهد ولی هرگز به مریم نمی‌گوید که او نازاست. مریم به شدت غافلگیر می‌شود. او هرگز فکر نمی‌کرد که این گونه تحقیر شود، آن هم از طرف پسری که در نظرش بی‌دست و پا می‌نمود و فقط از روی لجبازی به همسری او در آمده بود. وضعیت از قبل هم بدتر می‌شود و مریم پس از طلاق تا هذیان گویی پیش می‌رود. همه رامین را مقصر می‌دانند و حتی رامین توسط پدر مریم مورد ضرب و شتم قرار می‌گیرد. محمد با دیدن این وضعیت و پس از آگاهی از نازایی مریم و با وجود مخالفت شدید پدرش به خواستگاری مریم می‌رود. اما مریم که محمد را مقصر اصلی مشکلاتش می‌داند، برخورد بدی با محمد می‌کند. محمد در نظر مریم به شخصی تبدیل شده که می‌خواهد خود را بزرگوار نشان دهد. اما آرام آرام عشق گذشته مریم سر باز می‌کند و با خوشحالی تصمیم به ازدواج با محمد می‌گیرد و گذشته را فراموش می‌کند. اما درست در شب خواستگاری، رامین که از خواستگاری محمد بی‌خبر است برای طلب بخشش و صحبت به محل کار مریم می‌رود و او را را از نازایی‌اش با خبر می‌کند و حتی به او می‌گوید که محمد هم این مطلب را می‌دانسته. دنیا بر سر مریم خراب می‌شود. خواستگاری به هم می‌خورد. همه مشکلات روحی مریم که تازه فراموش شده بودند بیشتر از گذشته بر می‌گردند. محمد راهکاری می‌اندیشد... 

## سانسور
پس از تغییر مدیریت در شبکه دو به گروه توصیه می‌شود مراقب باشند، چون مدیران جدید سخت گیرند و نمی‌خواهند هیچ حاشیه‌ای برایشان ایجاد شود. نتیجه دوری از حاشیه‌ها حذف ۴۰۰ صفحه از فیلم نامه، حذف یکی از شاخه‌های اصلی داستان و دستکاری در پرداخت باقی بخش‌ها شد. 
اما مهم‌ترین اتفاق در روند شکل‌گیری حذفیات سریال حذف داستان پارسا با بازی پارسا پیروزفر از سریال است. پارسا در نسخه اولیه داستان حضور پررنگی داشت. پدر او مرد ثروتمندی است که با منشی‌اش به‌طور مخفیانه ازدواج کرده، زن او (هما روستا) ماجرا را نمی‌داند، ولی زمانی که مطلع می‌شود روان‌پریش شده و دست به خودکشی می‌زند. از طرفی پارسا هم که از عشاق مریم است بعد از طلاق او از رامین تصمیم می‌گیرد با او ازدواج کند، ولی پدر مانع او می‌شود و این مسئله منجر به درگیری بین آن‌ها می‌شود. حتی صحبتی هم برای حضور داود رشیدی برای ایفای نقش پدر پارسا می‌شود، اما وقتی گروه با بحران محتوایی و سانسور مواجه می‌شوند تصمیم می‌گیرند اصلاً این قصه را مطرح نکنند، چون این قصه همزمان با داستان عاشقانه مریم (لعیا زنگنه) و محمد (حسن جوهرچی) جلو می‌رفت. اما حذف این داستان مهم‌ترین مشکل نبود. 
گروه ۱۲ قسمت از سریال را آماده پخش می‌کنند، اما پس از پخش تنها دو قسمت از سریال مدیران تلویزیون خواستار بازبینی همه بخش‌های آماده شده می‌شوند و مدتی بعد به گروه اعلام می‌کنند ۵ قسمت از آن قابل پخش نیست. گروه سازنده اعتراض می‌کند که با این وضعیت سریال آسیب می‌بیند و بهتر است پخش آن متوقف و فکری برای این حذفیات شود، اما مدیران مخالفت می‌کنند. حذفیات مدیران تلویزیون شامل ۱۰۰ صفحه و بیش از ۲۰ شخصیت سریال است؛ ولی مشکلات به اینجا هم ختم نمی‌شود. برای قسمت آخر مدیران تلویزیون یک سؤال از لبخنده می‌پرسند: «مگر می‌شود یک پسر مؤمن با دختری ازدواج کند و آن دختر نازا بماند؟» هرچه کارگردان توضیح می‌دهد اساس قصه روی سترون بودن زن و نازایی اوست و اصلاً این داستان یک عشق به دور از این مسائل است، اما مدیران تلویزیون زیر بار نمی‌روند و حتی راه حلی مانند ازدواج دوم را پیشنهاد می‌دهند. در آخر حمید لبخنده به یک ایده می‌رسد، متنی را با صدای غم‌انگیز می‌خواند و روی قسمت آخر می‌گذارد. بعد هم از تهران می‌رود تا کسی او را پیدا نکند. 